# Frieden von Kopenhagen
Der Frieden von Kopenhagen, geschlossen am 27. Maijul. / 6. Juni 1660greg. in Kopenhagen, Dänemark, markiert das Ende des Kriegszustands zwischen den Königreichen von Schweden und von Dänemark-Norwegen im Zweiten Nordischen Krieg.
Trondheim und Bornholm gingen zwei Jahre nach dem Frieden von Roskilde wieder in dänischen Besitz über. Schweden erhielt im Gegenzug die bis dahin dänische Insel Ven. Die noch geltenden Grenzen zwischen Dänemark, Norwegen und Schweden wurden bestätigt.